# Reukeloze kamille
Reukeloze kamille (Tripleurospermum maritimum, synoniem: Matricaria maritima, Matricaria inodora en Matricaria perforata) is een vaste plant uit de composietenfamilie (Asteraceae). Het aantal chromosomen is 2n = 18.
De vertakte, vaak liggende stengel wordt 10-30 cm lang. De 2-8 cm grote bladeren zijn twee- of drievoudig geveerd met draadvormige slippen.
Reukeloze kamille bloeit vanaf juni tot de herfst. Het 1,5-4 cm grote hoofdje heeft 12 tot 30, witte straalbloemen en gele buisbloemen met vijf tanden. De hoofdjes zijn alleenstaand op een lange bloemsteel. De bloembodem is halfbolvormig en met merg gevuld. De langwerpige tot smal driehoekige of breed driehoekige omwindselbladen hebben een 0,2–1 mm brede, bruine, grotendeels vliezige rand. 
De bleke tot donker zwartachtig bruine vrucht is een afgeplat, 1,3-2,5 mm lang nootje met aan de binnenkant drie brede, dicht tegen elkaar staande ribben. Aan de buitenkant bij de top zitten twee elliptische of naar onderen versmalde olieklieren. De pappus is kort en heeft de vorm van een kroontje.

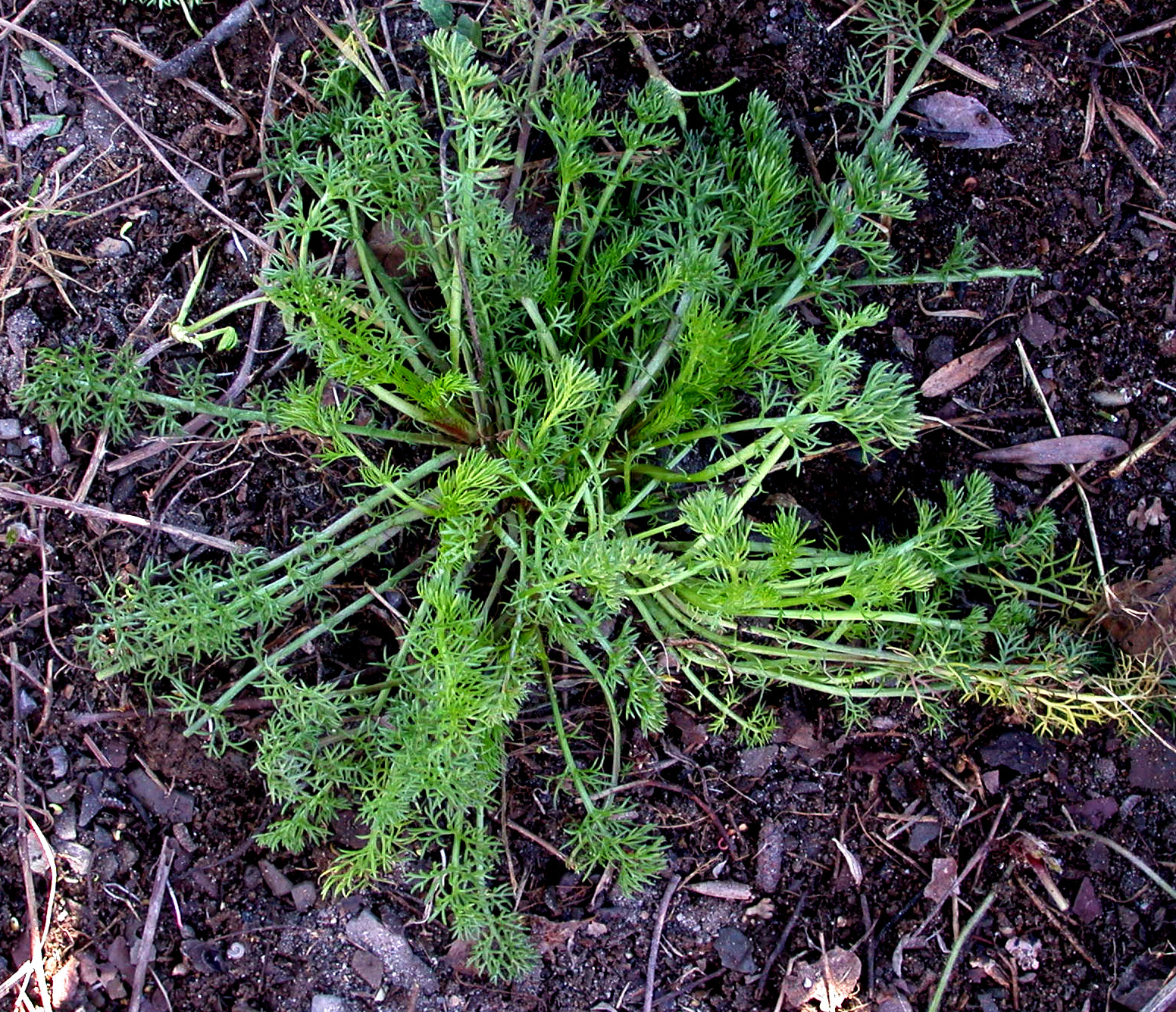
Plant
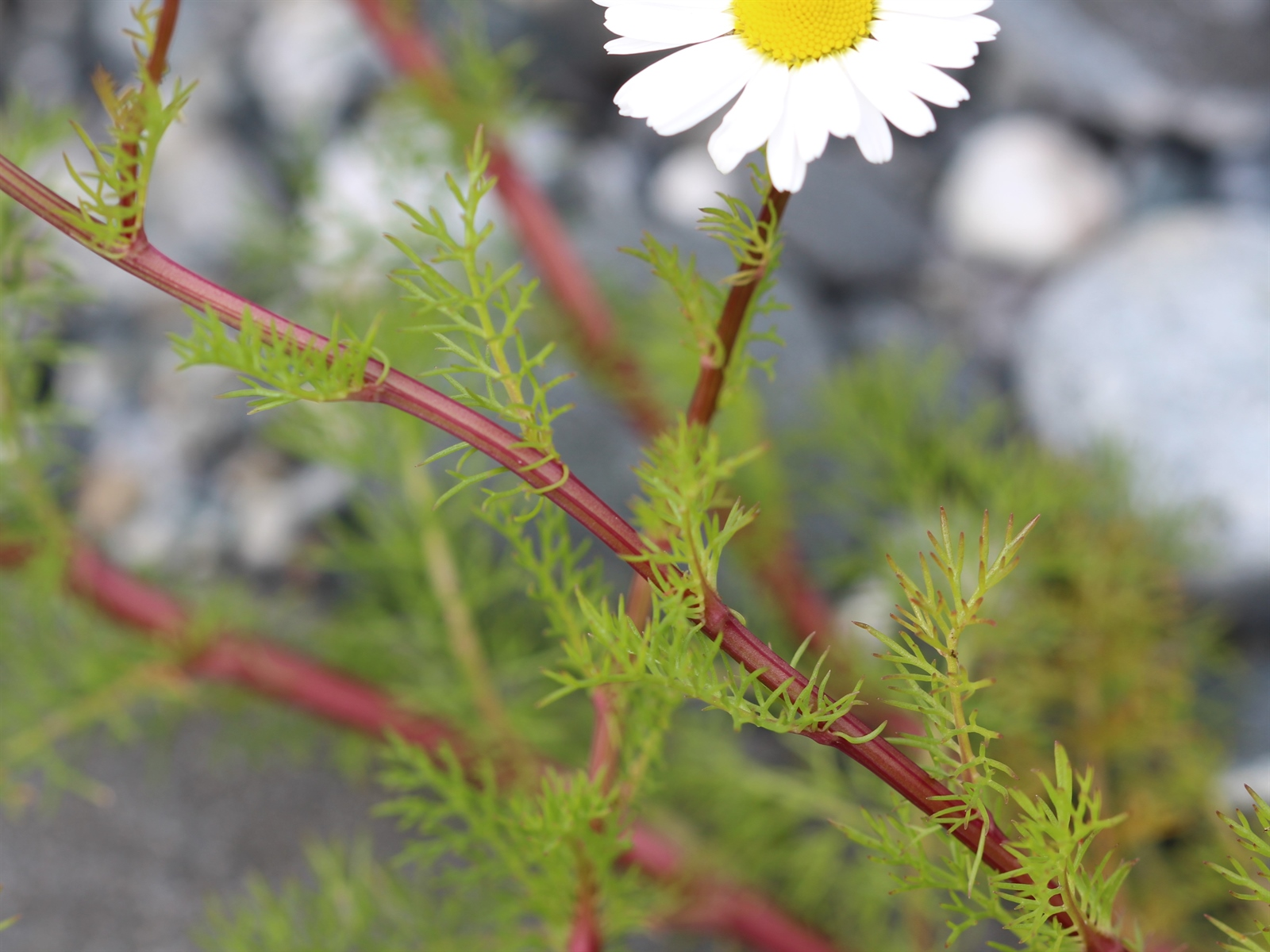
Stengel
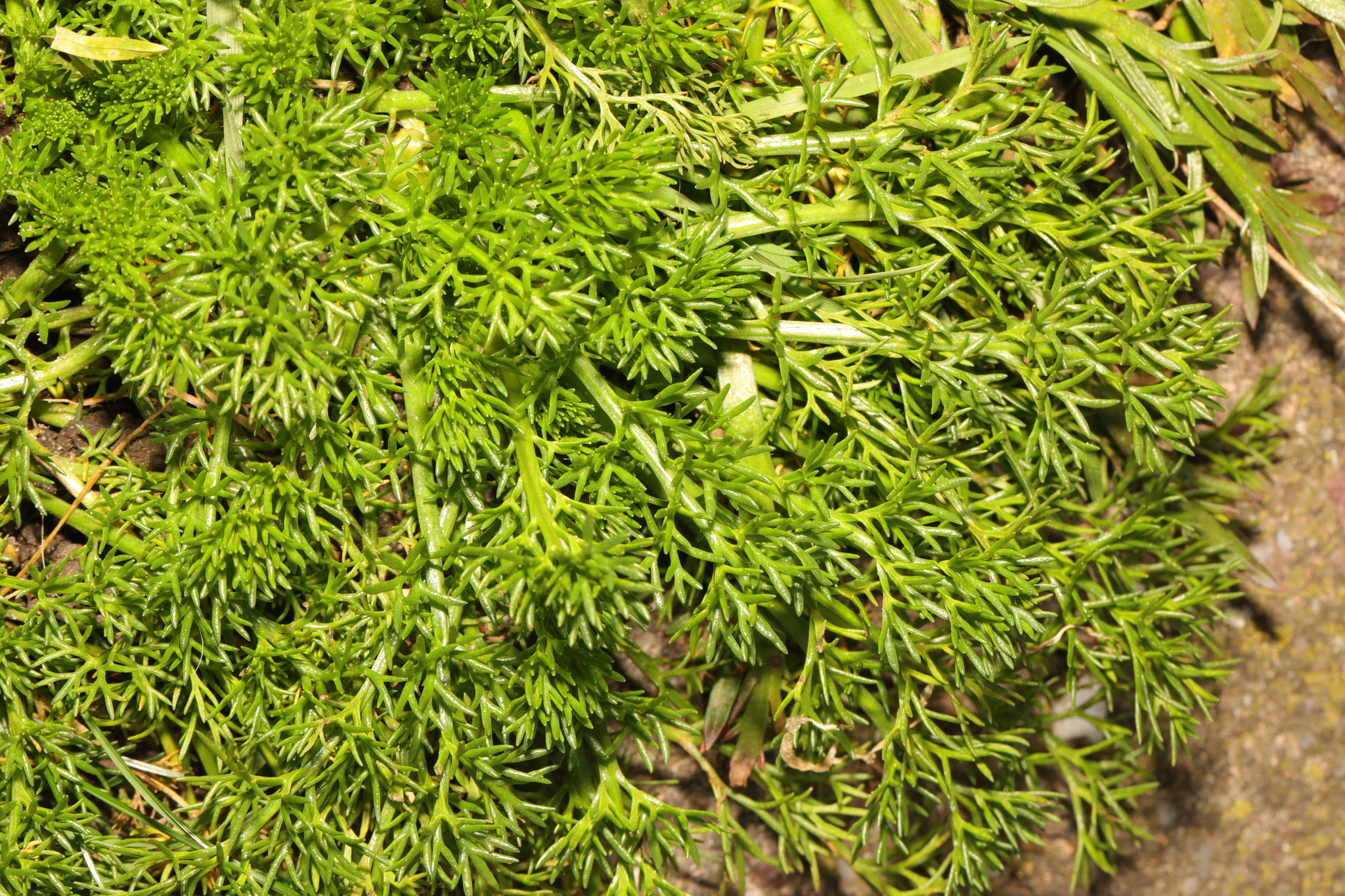
Bladeren
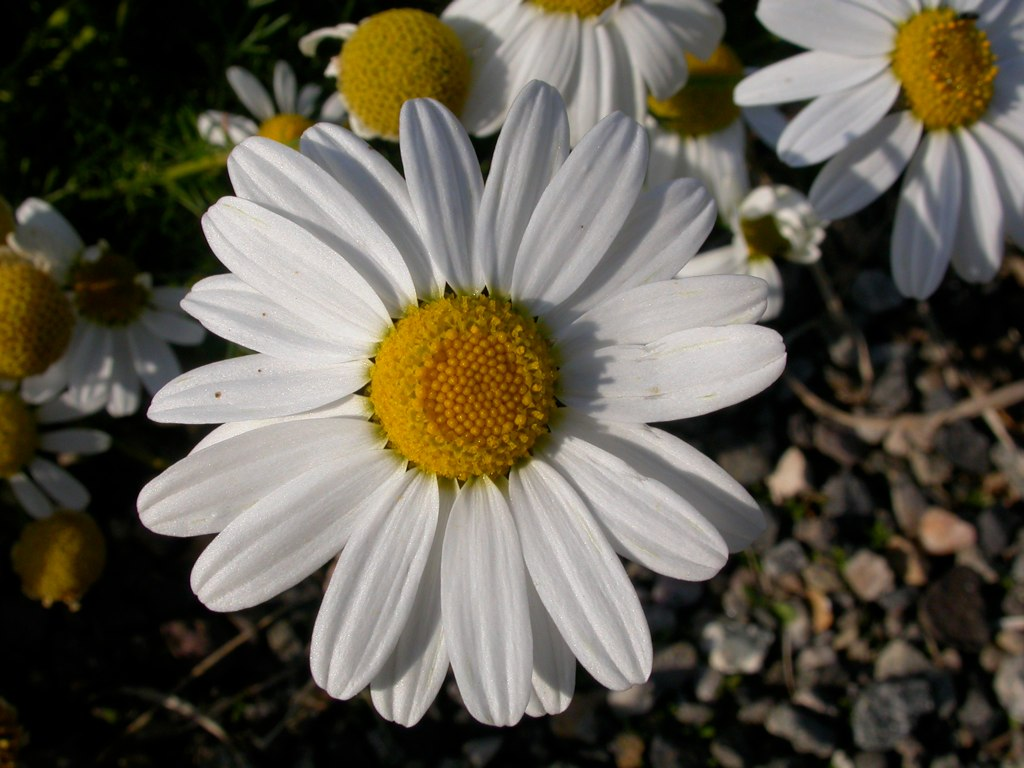
Hoofdje
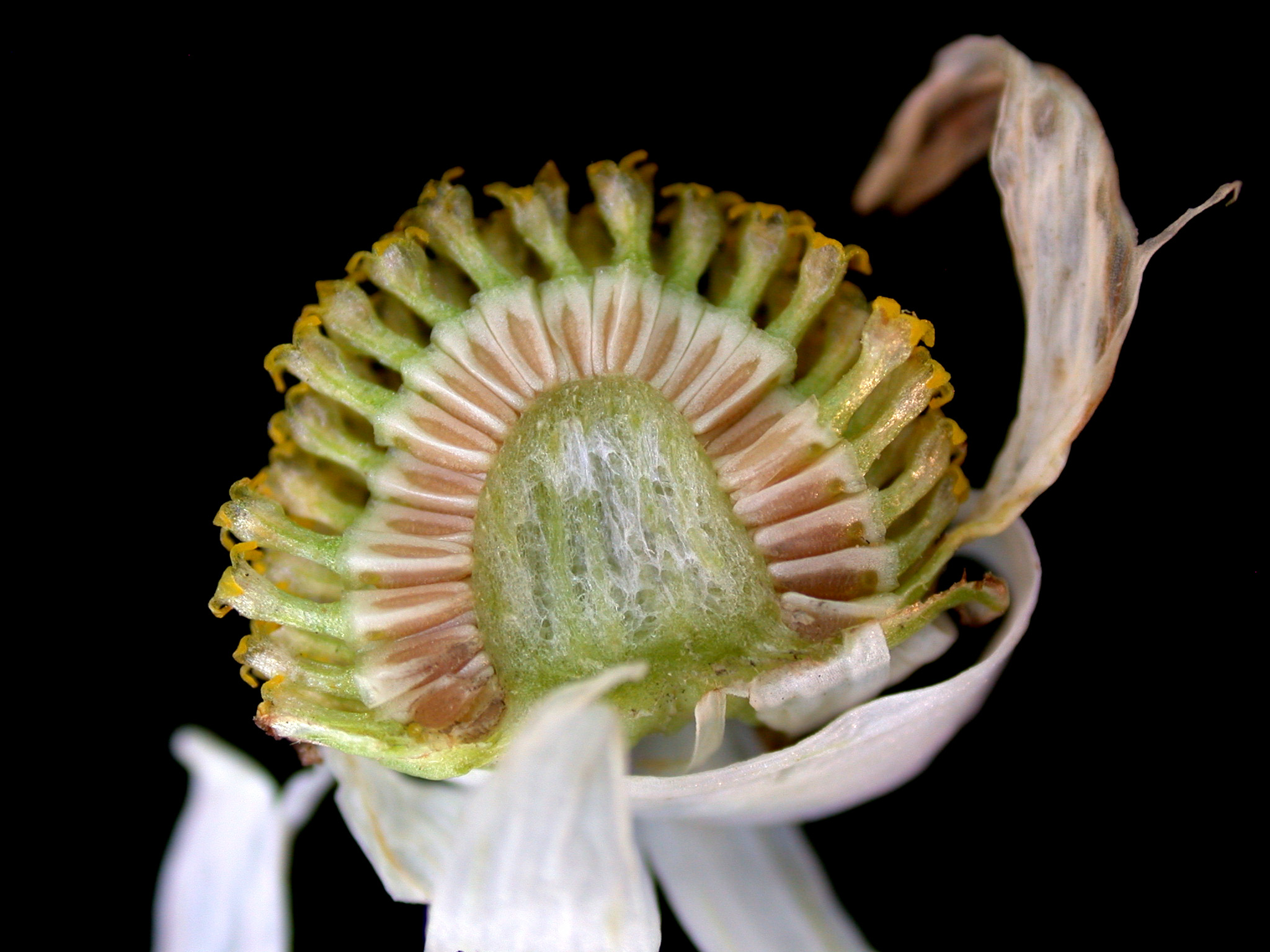
Lengte doorsnede hoofdje
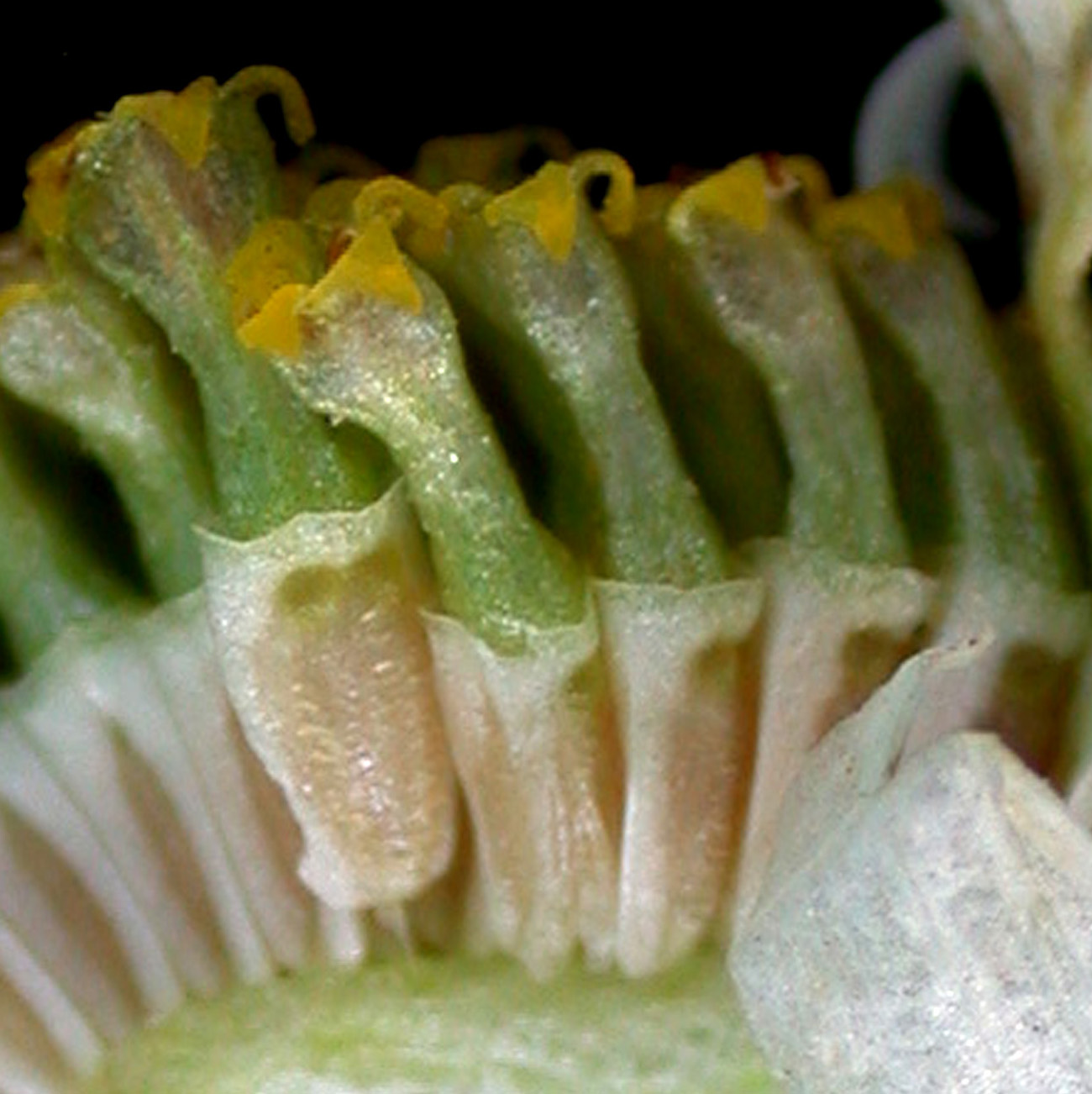
Buisbloemen
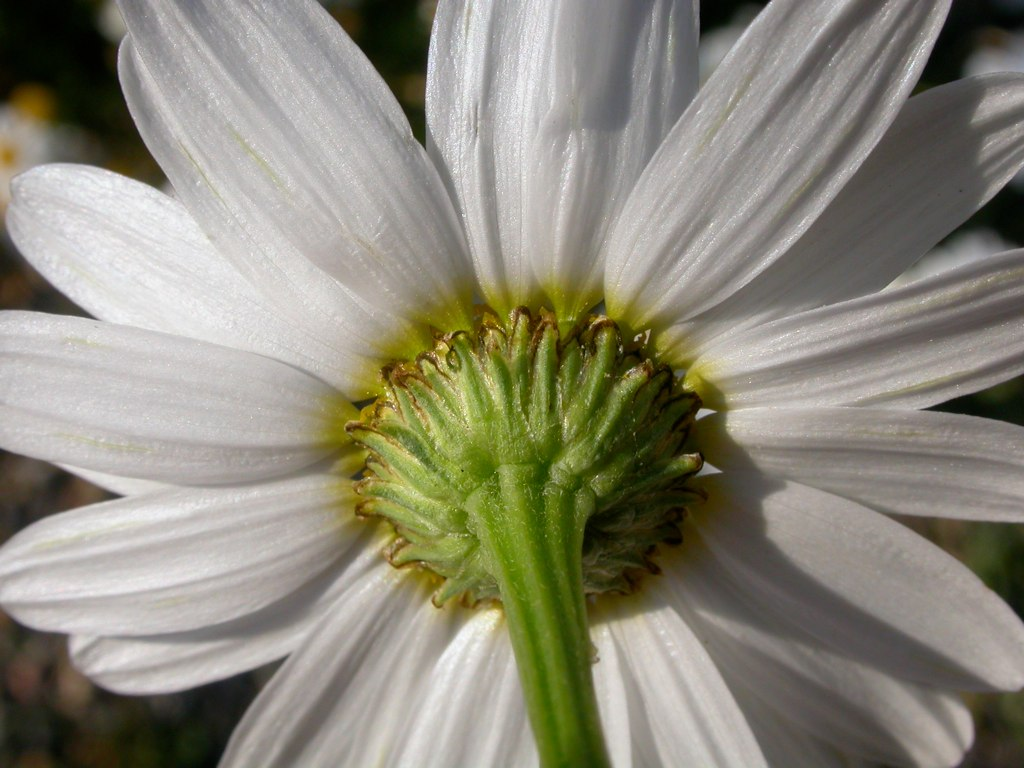
Omwindsel
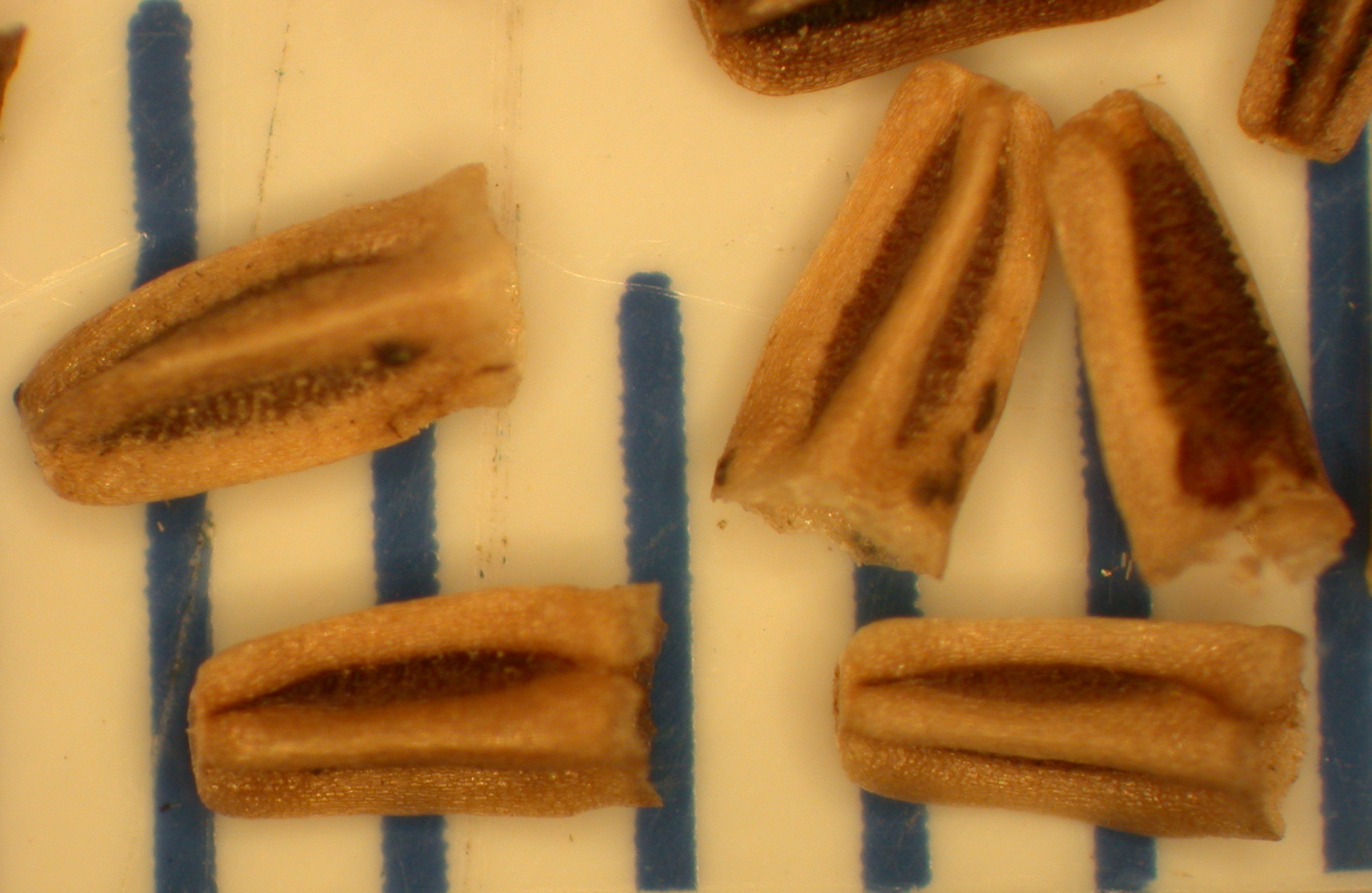
Vruchten